# Conway (Arkansas)
Conway és una població dels Estats Units a l'estat d'Arkansas. Segons el cens del 2008 tenia 57.544 habitants.

## Demografia
Segons el cens del 2000, Conway tenia 43.167 habitants, 16.039 habitatges, i 10.168 famílies. La densitat de població era de 475,5 habitants/km².
Dels 16.039 habitatges en un 33% hi vivien nens de menys de 18 anys, en un 49% hi vivien parelles casades, en un 11,2% dones solteres, i en un 36,6% no eren unitats familiars. En el 26,1% dels habitatges hi vivien persones soles el 7,2% de les quals corresponia a persones de 65 anys o més que vivien soles. El nombre mitjà de persones vivint en cada habitatge era de 2,44 i el nombre mitjà de persones que vivien en cada família era de 2,99.
Per edats la població es repartia de la següent manera: un 23,3% tenia menys de 18 anys, un 22,4% entre 18 i 24, un 29,2% entre 25 i 44, un 16,1% de 45 a 60 i un 9% 65 anys o més.
L'edat mediana era de 27 anys. Per cada 100 dones de 18 o més anys hi havia 87,2 homes.
La renda mediana per habitatge era de 37.063 $ i la renda mediana per família de 47.912 $. Els homes tenien una renda mediana de 35.021 $ mentre que les dones 25.418 $. La renda per capita de la població era de 18.509 $. Entorn del 9,3% de les famílies i el 16,3% de la població estaven per davall del llindar de pobresa.

## Poblacions més properes
El següent diagrama mostra les poblacions més properes.